# 櫻 (氷川きよしの曲)
「櫻」（さくら）は、氷川きよしの21枚目のシングル。2012年2月8日にコロムビアミュージックエンタテインメント（現・日本コロムビア）から発売された。
氷川は本楽曲で第45回日本有線大賞にノミネートされ、7回目の大賞を受賞した。また、作詞を担当したなかにし礼は、第45回日本作詩大賞を受賞した。

## 収録曲

### Aタイプ
出典→　　
1. 櫻　[4:51]
作詩：なかにし礼
作曲：平尾昌晃 
編曲：若草恵
2. 出発　[3:50]
作詞：なかにし礼
作曲：平尾昌晃
編曲：若草恵
3. 櫻 (オリジナル・カラオケ)　[4:51]
4. 出発 (オリジナル・カラオケ)　[3:50]
5. 櫻 (半音下げオリジナル・カラオケ)　[4:51]
6. 櫻 (半音下げオリジナル・カラオケ ガイドメロ入り)　[4:49]

### Bタイプ
出典→　　
1. 櫻　[4:51]
作詩：なかにし礼
作曲：平尾昌晃 
編曲：若草恵
2. 峠春秋　[4:42]
作詞：関口義明
作曲：宮下健治
編曲：南郷達也
3. 櫻 (オリジナル・カラオケ)　[4:51]
4. 峠春秋 (オリジナル・カラオケ)　[4:42]
5. 櫻 (半音下げオリジナル・カラオケ)　[4:51]
6. 櫻 (半音下げオリジナル・カラオケ ガイドメロ入り)　[4:49]